# Steven S. DeKnight
Steven S. DeKnight, född 8 april 1964 i Millville, New Jersey, är en amerikansk manusförfattare, filmproducent och filmregissör. Han har skrivit några avsnitt av Spartacus och varit exekutiv producent och show runner för serien.